# Tracia Septentrional

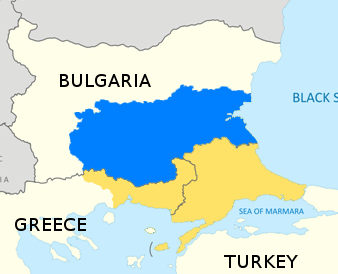
Tracia Septentrional, la parte búlgara de Tracia (en azul), y el resto de Tracia en amarillo (repartida entre Grecia y Turquía)

Tracia Septentrional o Tracia búlgara (en búlgaro: Северна Тракия, Severna Trakiya en contraposición a Tracia Occidental y Tracia Oriental) constituye la parte septentrional y la mayor parte de la región histórica de Tracia. 
La Tracia más boreal está situada en el sur de Bulgaria y se refiere a todo el territorio delimitado al sur de los montes Balcanes y al este del río Mesta; a las fronteras griega y turca en el sur y al mar Negro en el este. Abarca Sredna Gora, la llanura tracia superior y el 90 % de las Montañas Ródope. El clima difiere de continental a continental de transición y montañoso. La temperatura más alta registrada en Bulgaria se produjo aquí: fue de 45,2 °C en Sadovo en 1916. Los ríos importantes de la región son el Maritsa y sus afluentes. Entre las ciudades importantes figuran Plovdiv, Burgas, Stara Zagora, Sliven, Haskovo, Yambol, Pazardzhik, Asenovgrad, Kardzhali, Dimitrovgrad, Kazanlak y Smolyan. Tracia Septentrional tiene una superficie de 42073 km².
El Imperio otomano creó la provincia autónoma de Rumelia Oriental en esta región en 1878. La región fue anexionada al Principado de Bulgaria en 1885.